# SSB
SSB (do inglês, Single Strand DNA Binding - Proteínas ligantes a DNA de cadeia simples) fazem parte do complexo de proteínas que atuam no processo de replicação do DNA (Replissoma).
Duas cadeias de ácidos nucléicos têm uma tendência muito grande em se associarem, tomando a configuração de hélice e formando um mesmo segmento de uma mesma cadeia com sequências complementares de bases, que por afinidade, tendem a se unir e como consequência, dobrando a molécula e formando a estrutura de dupla-hélice (hairpins ou grampos). 
As cadeias complementares de uma molécula de DNA, mantêm-se separadas na região da forquilha de replicação e sem formarem hairpins ou grampos graças a ação das SSB. 
Especificamente, as SSB interagem diretamente com cadeias simples de DNA sem cobrir suas bases, as quais ficam disponíveis para servirem de molde para a síntese da cadeia complementar. Ou seja, as SSB apesar de não serem capazes de abrirem uma hélice de DNA, são imprescindíveis para manter as duas cadeias separadas e sem se sobrar sobre elas mesmas. 
As SSB atuam cooperativamente : a ligação de uma delas facilita a ligação da seguinte de modo que a cadeia recém aberta vai progressivamente sendo coberta por moléculas dessa proteína. A presença de diversas moléculas de proteínas SSB sobre uma cadeia simples de DNA produz uma conformação estendida e pouco flexível, favorável a ação da polimerase III. À medida que as cadeias complementares vão sendo sintetizadas, as proteínas SSB se soltam do DNA, uma vez que elas não têm afinidade por dupla-hélice.               